# Aérodrome de Grenoble-Le Versoud
Pour les articles homonymes, voir Aéroport de Grenoble.
L'aérodrome de Grenoble-Le Versoud  (LFLG) est situé sur la commune du Versoud à 15 km au nord-est de Grenoble en France.
En 2017, il a enregistré 64 376 mouvements. 

## Présentation
Aérodrome contrôlé, Grenoble-Le Versoud est situé au nord-est de Grenoble au pied de la chaîne de Belledonne, dans la vallée du Grésivaudan. Il est placé au plus près qu'il était possible de le faire de l'agglomération de Grenoble.
Il est géré par la chambre de commerce et d'industrie de Grenoble.
Le terrain possède une piste en dur de 900 mètres et une piste en herbe toutes deux orientées 04/22.

## Historique
Le premier atterrissage au Versoud, réalisé par Albert Girard-Blanc, date de 1924 et il est aujourd'hui commémoré par une stèle à l'entrée de l'aérodrome.
C'est en 1948 que débutent les travaux d’aplanissement de parcelles agricoles, de ce qui va devenir le terrain privé du Versoud.
En 1950 est créé l'aéroclub du Grésivaudan, présidé à ses débuts par Albert Girard-Blanc.
En 1967, le terrain d'aviation de Grenoble-Mermoz est supprimé pour laisser la place au stade d’inauguration des Jeux olympiques et au « village olympique ».  
L'aviation d'affaires et commerciale est transférée sur l'aéroport de Grenoble Saint-Geoirs, largement agrandi et doté d'une piste en dur de 3 050 m tandis que l'aviation légère est transférée sur le site du Versoud notamment l'aéro-club du Dauphiné créé en 1930, la Sécurité civile (créée en 1957 sous le nom de Protection civile) et de nombreux avions privés. 
La compagnie Air Dauphiné basée sur Grenoble-Mermoz et  qui effectuait des liaisons à la demande et régulières de Grenoble vers Paris-Le Bourget et Lyon avait transféré pendant 1 mois ses activités sur Versoud avant son transfert définitif sur Grenoble-St Geoirs.  
Le 17 octobre 1977, la tour de contrôle est inaugurée par le préfet de l'Isère en présence des usagers et des personnalités de la région. L'aérodrome est désormais contrôlé par des agents de la Direction générale de l'Aviation civile.
Cet aérodrome est au cœur du développement de l'aviation de montagne en France, dont l'un de ses pionniers fut le célèbre Henri Giraud.

Vues aériennes de l'aéroport de Grenoble - Le Versoud de 1970 à 2012
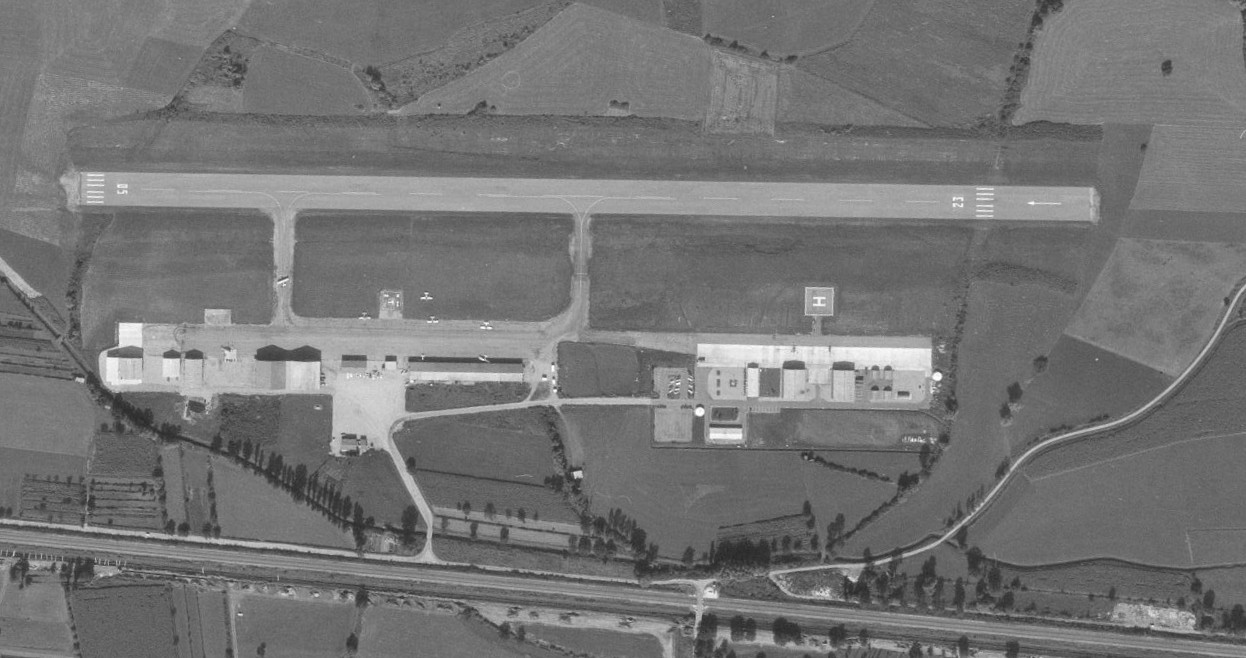
Aérodrome Grenoble - Le Versoud en 1970.
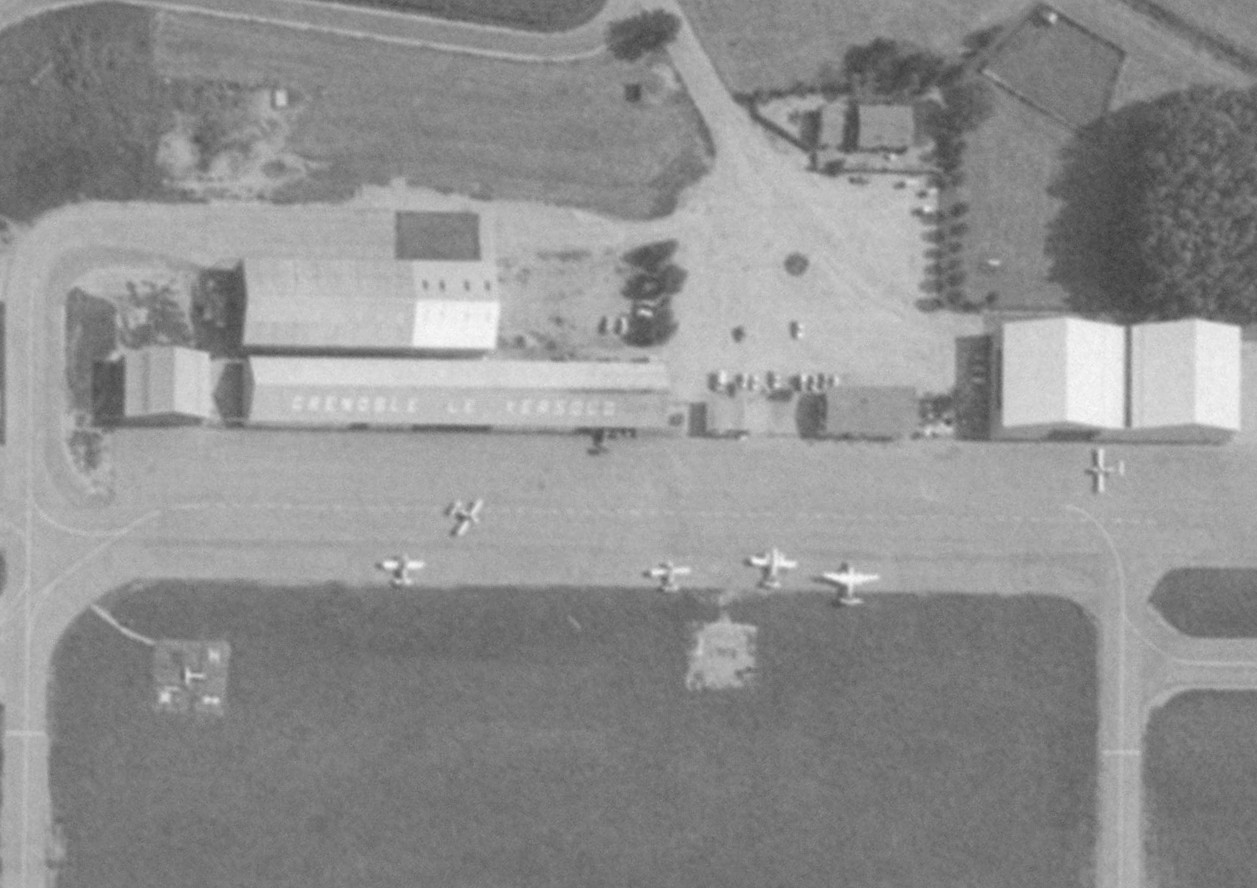
Infrastructures de Le Versoud en 1980.
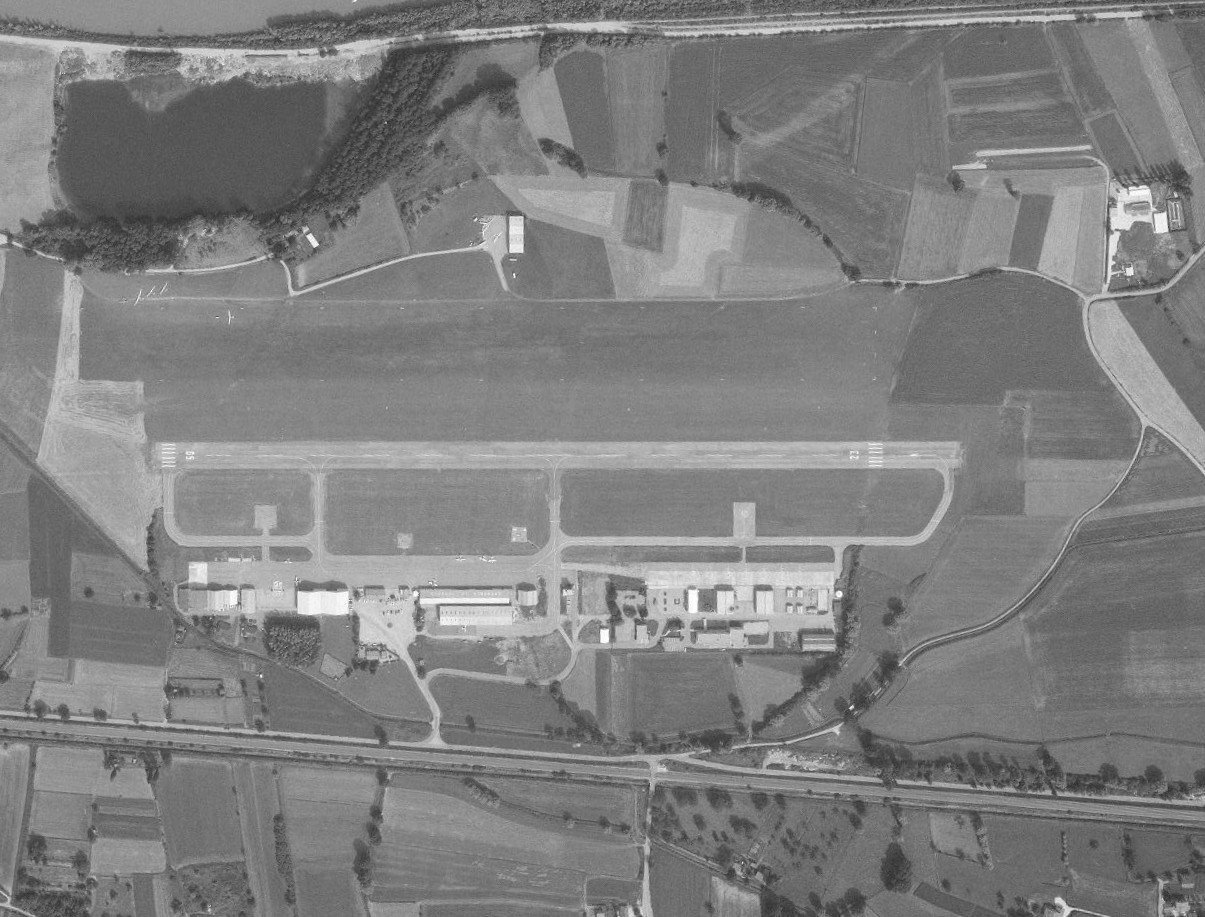
Aérodrome Grenoble - Le Versoud en 1983.
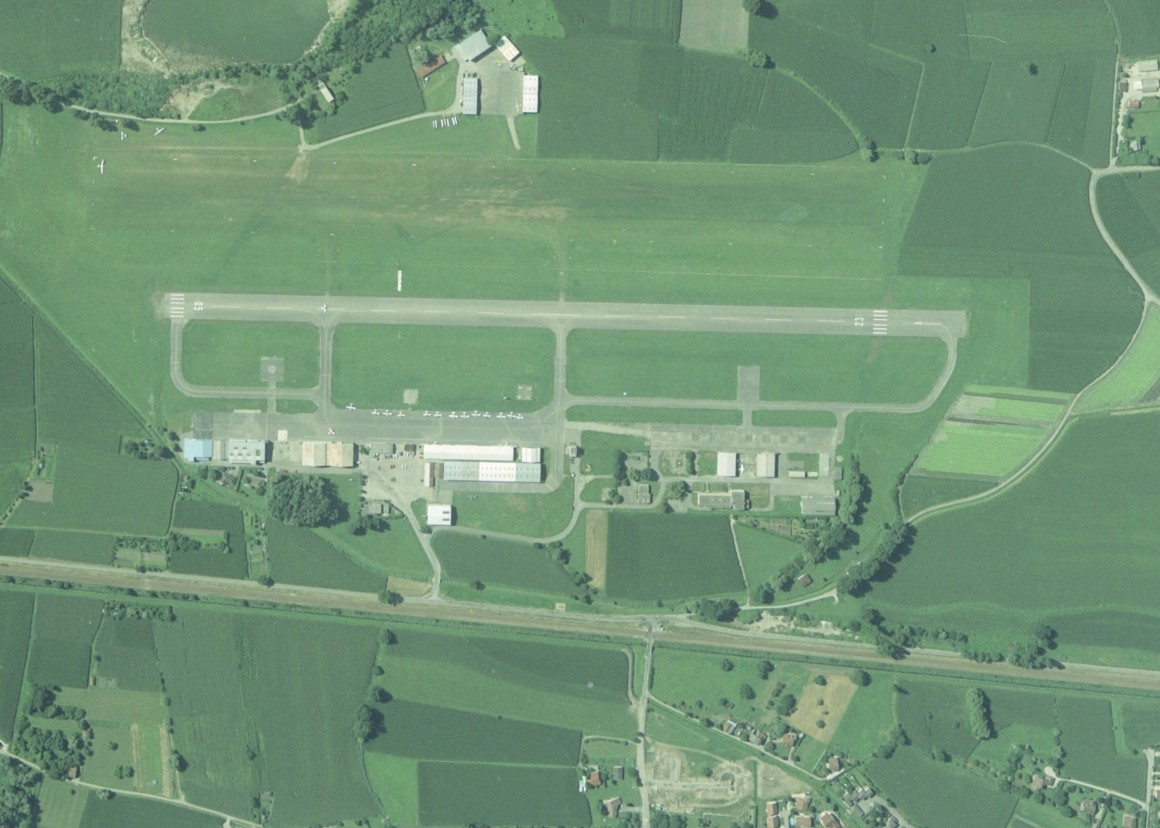
Aérodrome Grenoble - Le Versoud en 1998.
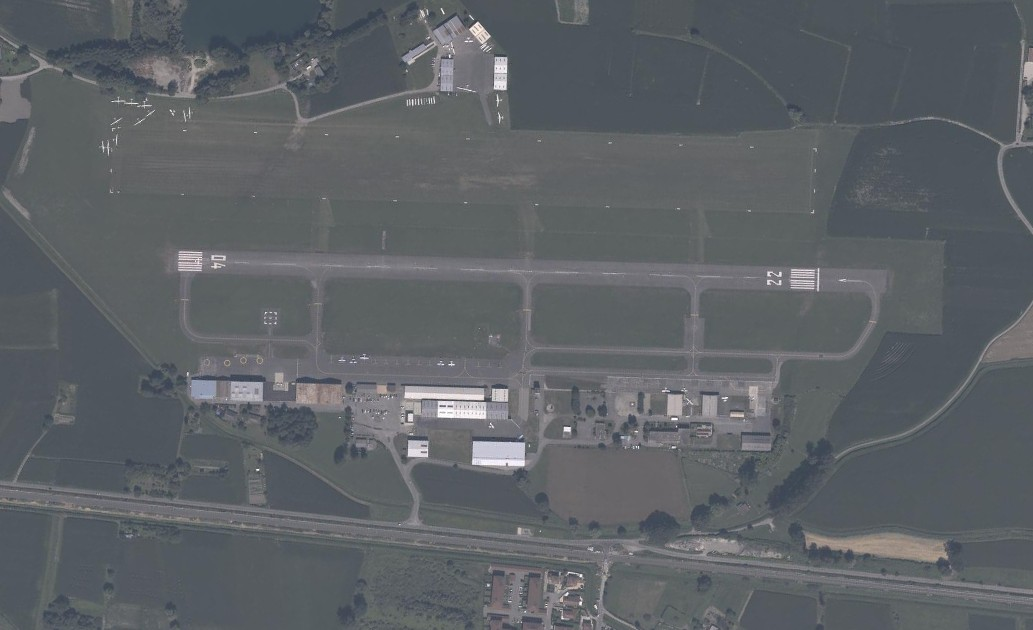
Aérodrome Grenoble - Le Versoud en 2012.

## Activités
L'ensemble des activités aéronautiques au Versoud en fait l'un des tout premiers aérodromes de France[réf. nécessaire] : aéroclub du Dauphiné (plus de 9 000 heures de vol par an), aéroclub du Grésivaudan, Grenoble Vol à Voile, Belledonne ULM, Sécurité Civile, appareils privés (avions ainsi que de nombreux ULM pendulaires et multiaxes).
L'association Is'Air Promotion fédère l'ensemble des activités de la plate-forme et en assure la promotion et la défense.
Proche de la base aérienne 749 Grenoble-Montbonnot et du Lycée du Grésivaudan, les lycéens disposent sur l'aérodrome de plusieurs avions et hélicoptères pour obtenir un Bac professionnel ou la mention complémentaire aéronautique option avion ou hélicoptère à moteur turbine.
L'aérodrome de Grenoble - Le Versoud regroupe plusieurs activités (aéroclubs, travail aérien, maintenance, secours et formation) :
- Aéroclub du Grésivaudan[10]
- Grenoble vol à voile[11]
- Belledonne ULM[12]
- Hélicoptères de France[13]
- Hélisair[14]
- Belledonne Aéro Maintenance[15]
- Sécurité Civile[16]
- Peloton de Gendarmerie Haute Montagne[17]
- Lycée du Grésivaudan (Maintenance Aéronautique)[18]
- C.E.L.A.G[19]
- Is'Air Promotion[20]
- Club Iser'Ulm[21]
- ULM Training[22]

À l'occasion du meeting Grenoble Air Show organisé tous les deux ans, la patrouille de France vient faire des meetings aériens sur cet aérodrome,. Pour l'édition 2018, le spectacle aérien prend la forme d’une grande fresque historique sur le thème « De la Grande Guerre à l’aviation du 21e siècle » afin de célébrer le centenaire de la fin de la Première Guerre mondiale. Le spectacle aérien se poursuit également en soirée.

## Fréquentation
Évolution du trafic dans les dernières années :
| 2002   | 2003   | 2004   | 2005   | 2006   | 2007   | 2008   | 2009   | 2010   | 2011   | 2012   | 2013   | 2014   | 2015   | 2016   | 2017   | 2018   |
| ------ | ------ | ------ | ------ | ------ | ------ | ------ | ------ | ------ | ------ | ------ | ------ | ------ | ------ | ------ | ------ | ------ |
| 71 881 | 42 293 | 64 924 | 63 767 | 67 466 | 76 806 | 69 161 | 69 058 | 62 645 | 72 493 | 57 043 | 76 250 | 75 538 | 86 108 | 79 922 | 64 376 | 62 165 |
| - 12 % | - 41 % | + 54 % | - 2 %  | + 6 %  | + 13 % | - 10 % | 0 %    | - 9 %  | + 16 % | - 21 % | + 34 % | - 1 %  | +14 %  | - 7 %  | -19 %  | -3,4 % |

L'aérodrome du Versoud est par ailleurs l'aérodrome le plus dynamique de la région en termes de mouvements.

## Services
L'aérodrome est équipé d'un bar/restaurant placé au bord de la piste.
Il est également muni d'un parking automobile et de vélos gratuits. 